# Ехинацеа
Ехинацеа (Echinacea purpurea), је биљка из породице главочика (Asteraceae). Основно обележје ове биљке су крупне главичасте цвасти и семе које има ситне зупце па подсећа на јежа (грч. εχινοσ=јеж).
Пореклом је из Северне Америке и има већи број врста од којих је 9 ендемичних за то подручје од којих се плантажирају само две врсте. Врсте као што су E. purpurea, Е. palida и Е. angistifolia су највише у употреби при чему су најбоље лековите резултате показале прве две наведене врсте, али се највише користи трећа врста јер се и најуспешније плантажира. У Србији је плантажни узгој ехинацее у почетним фазама. 

## Лековити састојци
Лековита својства показују три врсте ехинацее: (Echinacea purpurea, Echinacea angustifolia и Echinacea pallida). Ове врсте садрже у различитим односима: фенолкарбонске киселине и депсидне киселине: кафену, хлорогенску и дикафеоилхину киселину; естре кафене ивинске киселине и ферулинске и винске киселине. Присутни су и естри шећера и кафене киселине - ехинакозиди; незасићена, алифатична једињења: амиди, изобутиламиди, полиенске киселине...

## Лековито дејство и употреба
Употребљавају се, како надземни, тако и подземни делови биљке од којих се могу справљати сируп, чај, тинктуре, спрејеви, таблете, сокови и др. На нашем тржишту се сада могу наћи различити производи на бази ове биљке, али се саветује опрез при њиховом коришћењу. Најбоље је да се савет потражи код стручних лица (фармацеута) да би се избегла употреба недовољно добрих препарата и да би дозирање било правилно.
Међу америчким Индијанцима ова биљка представља основу народне медицине, попут линцуре у нашем народу. Користе је, како против змијског уједа и убода отровних инсеката (има антисептично дејство) и упала, тако и за подизање и одржавање имунитета.
Данас се највише користи за подизање имунитета и за побољшање одбране од инфекције микроорганизмима (вируси, бактерије). Употребом ехинацее се повећава неспецифични имунитет, односно постиже се боља одбрамбена способност организма против свега што би могло да му нашкоди.
За ехинацеу се сматра да делује на повећање одбрамбене способности организма тако што се повећава број леукоцита (бела крвна зрнца), а стимулише се и синтеза интерферона, протеина који учествује у одбрани организма од вирусних инфекција. Најбољи учинак постиже се када се препарати од ове биљке почну узимати чим се примете први симптоми грипа или прехладе, дакле, пре него што се болест развије. Тиме се организму помаже да се одупре инфекцији.
Ехинацеа испољава антибактеријско и антивирусно дејство. Примењује се и локално, код рана, повреда, уједа, убода... јер испољава антибактеријско дејство и убрзава зарастање рана стварањем везивног ткива. 
Примењује се код појаве инфекција или превентивно, за стимулацију имунитета, при чему се не препоручује употреба дуже од 8 недеља у континуитету. 
Немачка комисија Е је одобрила употребу екстракта ехинацее код прехлада и хроничних инфекција дисајних путева, и код инфекција доњег уринарног тракта. 

## Нежељена дејства
Нису забележена нежељена дејства. Могућа је појава алергије код особа које су алергичне на друге биљке из фамилија главочика Asteraceae (маслачак, камилица...).

## Контраиндикације
Због својих имуностимулативних својстава ехинацеу не треба примењивати код аутоимуних обољења (АИДС, мултипла склероза, колагеноза, лупус, реуматоидни артритис, ...). Контраиндикована је истовремена примена са имуносупресивима и кортикостероидима. Не примењује се код деце млађе од 2 године. 
Због недовољног познавања састава и деловања ехинацеа се не препоручује током трудноће и дојења. Примена је контраиндикована код следећих системских обољења: туберкулоза, мултипла склероза, аутоимуна обољења.